# Ulica Prudnicka w Białej
Ulica Prudnicka – jedna z głównych ulic Białej. Ulica ta  stanowi drogę wyjazdową z Białej na południe, na drogę wojewódzką nr 414, w kierunku Prudnika.
Nazwa ulicy używana do 1945 to Neustädter Strasse.

## Obiekty znajdujące się przy ulicy
- Wieża Bramy Prudnickiej (zwana też Basztą Nyską)
- Pomnik poległych w I wojnie światowej
- „Dom strzelecki”, dawne Prudnickie Zakłady Przemysłu Dziewiarskiego i Pończoszniczego w Białej Prudnickiej
- Bank Spółdzielczy
- Gminne Centrum Kultury w Białej|Gminne Centrum Kultury